# Diplolaena drummondii
Diplolaena drummondii là một loài thực vật có hoa trong họ Cửu lý hương. Loài này được (Benth.) Ostenf. mô tả khoa học đầu tiên năm 1921.